# Dame school

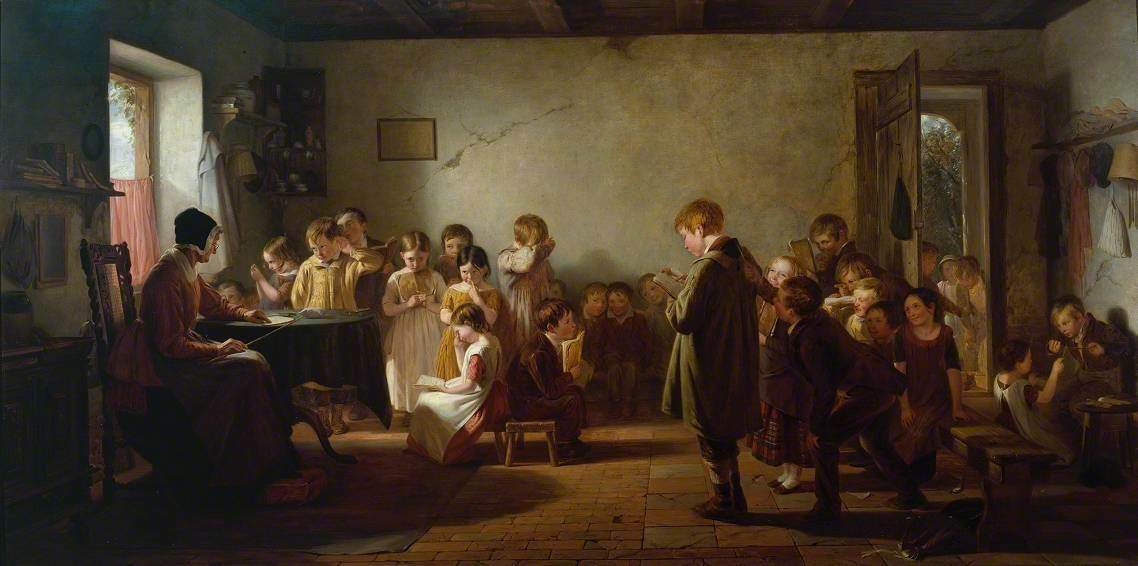
A Dame's School, tableau de Thomas Webster.

On désigne sous le nom de Dame schools les premières écoles primaires privées dans les pays de langue anglaise. C'étaient d'ordinaire des femmes, appelées « dames », qui enseignaient à leur propre domicile à un tarif réduit. Les dame schools opéraient à un niveau très local, généralement à l'échelle de la ville ou de la paroisse.
Les dame schools étaient censées enseigner aux enfants les bases de la lecture et du calcul, parfois également l'écriture. Les filles y apprenaient aussi les tâches domestiques comme la couture et le tricot. Ces écoles ont existé du XVIe siècle au milieu du XIXe siècle, et se firent plus rares en Grande-Bretagne après que l'enseignement eut été rendu obligatoire en 1880 : les écoles où les cours ne couvraient pas le programme fixé par le gouvernement pouvaient être fermées.

## Grande-Bretagne

### XVIIesiècleetXVIIIesiècle

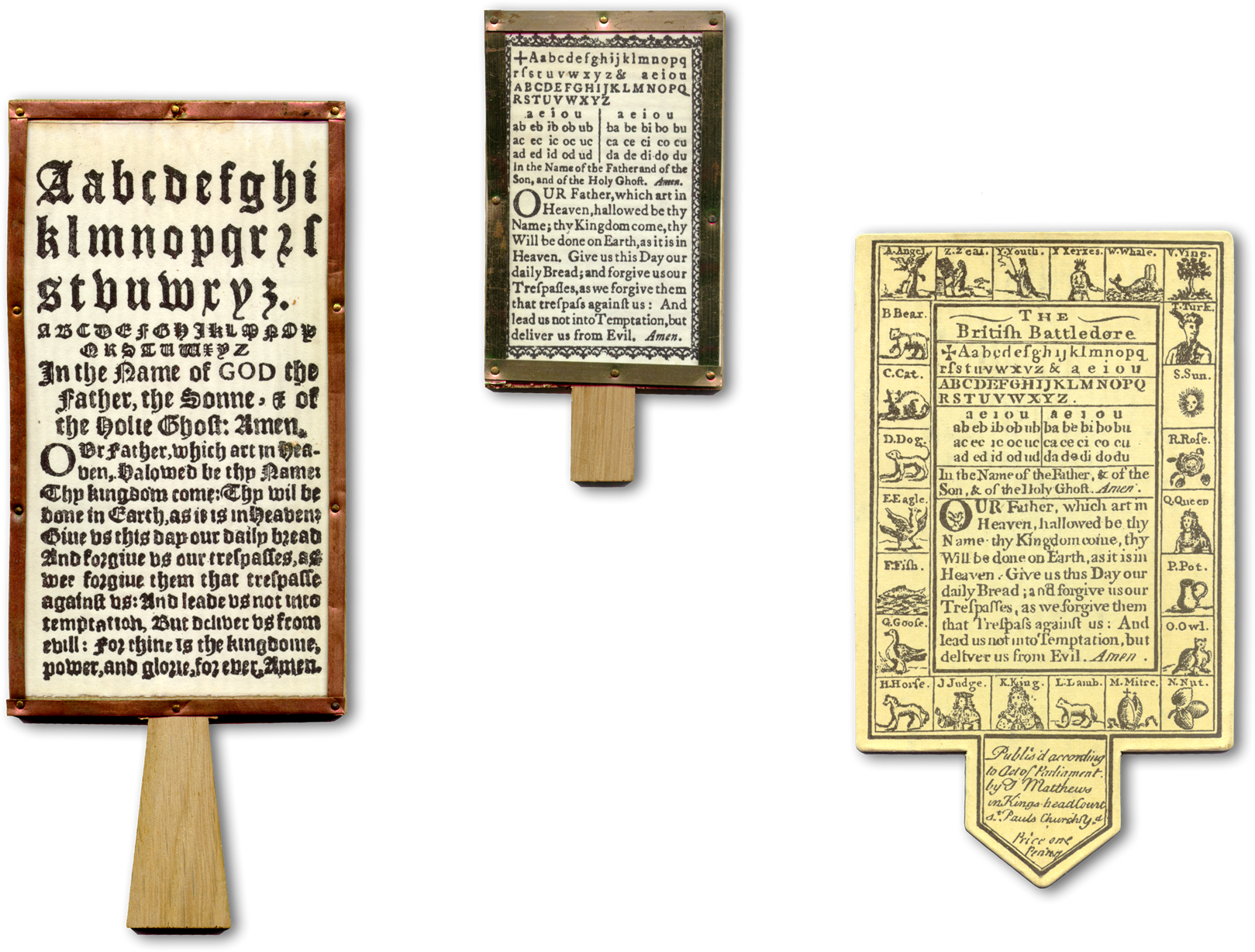
Abécédaires de type hornbooks utilisés pour enseigner l'alphabet.

Les origines exactes des dame schools sont inconnues. Elles ont probablement commencé naturellement en réponse à une demande d'une éducation accessible pour les jeunes enfants, et d'un système de garderie pour les classes ouvrières. En général, les dame schools se tenaient au domicile de l'enseignante. Les « dames » instruisaient ainsi les enfants là où une demande existait et où leurs compétences étaient reconnues. Ces écoles n'étaient pas reliées entre elles, il s'agissait de femmes indépendantes les unes des autres, qui opéraient à une échelle locale. Beaucoup de ces dames étaient soit des veuves de la classe moyenne, soit des vieilles filles, soit des jeunes femmes non mariées, qui avaient besoin d'un revenu. Il arrivait que ces écoles soient tenues par des hommes, mais c'était rare.
Les dames ne demandaient que quelques shillings de frais pour leurs élèves. Par exemple, une Dame Seamer de Darlington est mentionnée comme demandant quatre shillings par an et par élève. Au milieu du XVIIe siècle, deux shillings correspondaient à deux jours de salaire d'un ouvrier qualifié et un pain coûtait neuf shillings environ, ce qui signifie que les tarifs des dame schools étaient très bas et qu'il leur fallait prendre beaucoup d'élèves pour pouvoir gagner leur vie.
Les élèves des dame schools étaient des enfants d'ouvriers et de paysans, et dans la plupart des cas, les dame schools étaient la seule forme d'enseignement que ces enfants recevaient. Les classes étaient ouvertes plusieurs heures par jour. La dame enseignait d'abord la lecture et l'écriture, souvent avec un abécédaire de type hornbook. La lecture et l'écriture étaient enseignées séparément : souvent, garçons et filles apprenaient à lire, mais seuls les garçons apprenaient à écrire. Cependant, durant le XVIIIe siècle, un mouvement décourageait l'enseignement de l'écriture aux enfants des classes ouvrières, certaines dame schools n'enseignaient donc plus du tout l'écriture. Savoir lire la Bible était cependant considéré comme une obligation religieuse pour tout le monde, il était donc toujours recommandé d'apprendre à lire. Certaines dames enseignaient aussi le catéchisme à leurs élèves, ou invitaient un prêtre à l'enseigner dans leurs classes. Les élèves apprenaient aussi des rudiments de calcul pour les former à tenir des comptes. Les filles apprenaient souvent le tricot et recevaient une formation aux tâches domestiques.
Il semble que les dame schools étaient très répandues en Angleterre au XVIIIe siècle. Le recteur Francis Brokesby écrivait à leur sujet : « Il y a peu de villages de campagne où l'une ou l'autre ne gagne pas sa vie en tenant une école, il y a donc maintenant peu de gens qui ne savent pas lire ou écrire, à moins que ce ne soit par leur faute ou celle de leurs parents ». Cependant, il est difficile de déterminer leur nombre exact : là où les enseignants et enseignantes avaient des licences, la nature informelle des dame schools fait qu'il y a peu de documentation à leur sujet. Sur 836 villages recensés dans le Yorkshire pendant la période Tudor, on a trouvé des dame schools dans environ un sur quarante.

### XIXesiècle

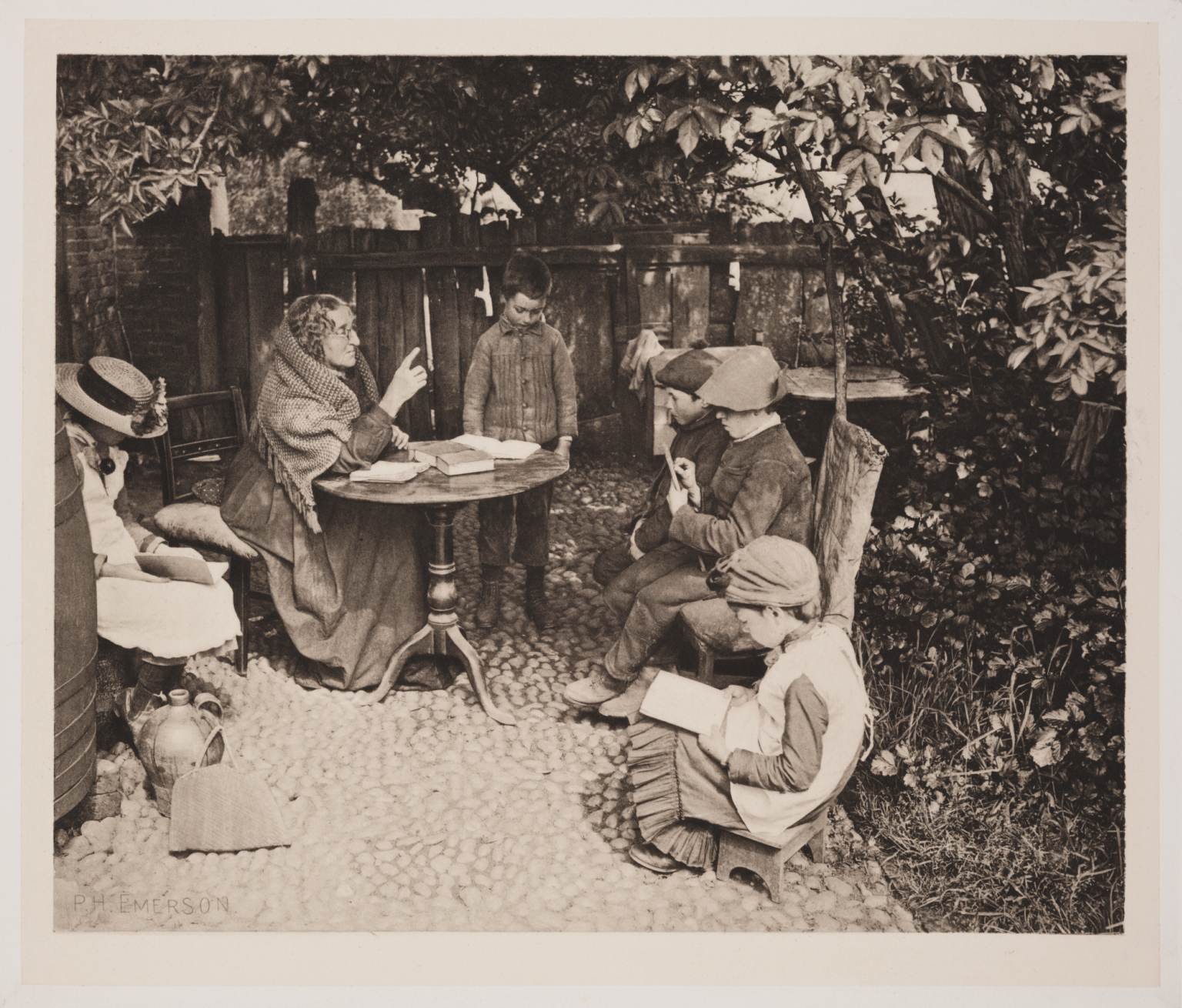
Dame school dans l'Est-Anglie à la fin du XIXe siècle.

Les dame schools furent impactées par la révolution industrielle du début du XIXe siècle. De plus en plus de parents travaillaient comme ouvriers dans des usines, et les dame schools furent davantage considérées comme des garderies bon marché. Selon les écoles, certaines n'assuraient que la garde des enfants et d'autres conservaient une vocation éducative, il est donc difficile de généraliser. Le XIXe siècle vit aussi l'arrivée de l'école du dimanche, qui recevait les enfants le dimanche pour leur apprendre à lire et à connaître la religion, et constituait donc une concurrence aux dame schools. Cependant les dame schools continuèrent de fonctionner et de poursuivre leur tradition d'offrir une éducation bon marché aux enfants pauvres.
D'autres mouvements de réforme sociale au XIXe siècle eurent un impact sur les dame schools. Au milieu du siècle, des philanthropes privés fondèrent des écoles gratuites destinées aux enfants des classes ouvrières. Cependant, de nombreux parents se méfiaient de ces écoles et refusaient d'y envoyer leurs enfants, préférant les confier à la dame school locale. Dans de nombreuses zones à l'est de Londres, comme Spitalfields ou Bethnal Green, plus d'enfants suivaient les dame schools que ces charity schools.
Cependant, à la fin du siècle, les dame schools étaient de plus en plus mal considérées, probablement parce que les réformateurs visaient à les éliminer au profit d'un système scolaire national unifié et obligatoire. Les dame schools étaient décrites comme des ersatz d'écoles, tenues par des femmes analphabètes et incapables d'enseigner quelque chose d'utile aux enfants.
En 1861, la Newcastle Commission inspecta de nombreuses écoles de Grande-Bretagne, y compris des dame schools. Selon la commission, 2 213 694 enfants des classes pauvres allaient à l'école élémentaire ; parmi eux, 573 536 étaient dans des écoles privées, souvent des dame schools. La commission fit un portrait très noir de ces dame schools, indiquant qu'elles étaient incapables de donner aux enfants une éducation qui pourrait leur servir plus tard.
Les travaux de la commission engendrèrent l'Elementary Education Act 1870, une loi qui définissait le cadre de l'éducation des enfants de 5 à 12 ans en Angleterre et au pays de Galles. La plupart des dame schools fermèrent devant l'arrivée de nouvelles écoles publiques pour les enfants.

### Élèves notables dedame schools
William Wordsworth fut éduqué dans une dame school à Penrith dirigée par Mrs Anne Birkett. Il y fit la connaissance de sa future épouse Mary Hutchinson. Il écrivit sur son expérience là-bas : « L'ancienne dame school ne prétendait pas former des théologiens ou des logiciens, mais elle apprenait à lire et à faire travailler la mémoire, souvent sans doute machinalement, mais la mémoire travaillait mieux quand même. C'était peut-être quelque chose qu'elle expliquait, et laissait le reste aux parents, aux maîtres, et au maître de la paroisse. »
John Keats fut éduqué dans une dame school à Londres.
Oliver Goldsmith apprit à lire et à écrire dans la dame school de Mrs Delap.
Charles Dickens fut éduqué dans une dame school sur Rome Lane à Chatham. Dans son roman De grandes espérances, il raconte l'éducation du héros Pip à la dame school de la grand-tante de Mr Wopsle, décrite comme presque entièrement inutile.
William Shenstone écrivit The Schoolmistress: A Poem basé sur son expérience d'une dame school.
George Crabbe écrivit un poème intitulé Schools sur son expérience d'une dame school.

## Amérique du Nord

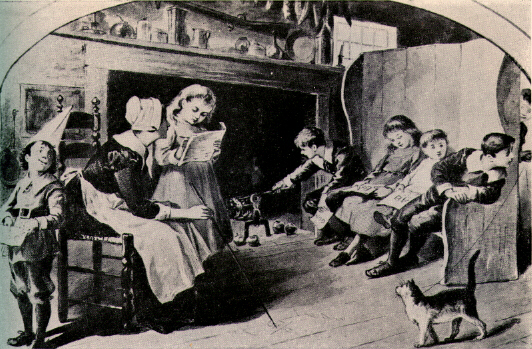
Une dame school de Nouvelle-Angleterre. 1713, Bettman archive.

En Amérique du Nord, dame school était un terme générique pour désigner toute école dirigée par une enseignante du XVIIe siècle au XIXe siècle. Ces écoles fournissaient un enseignement de niveau variable, allant de basique à exceptionnel. Les écoles les plus basiques étaient plus courantes en Nouvelle-Angleterre où toutes les classes sociales étaient censées avoir des compétences de bases en lecture, que dans les colonies du Sud où il y avait peu de femmes éduquées et prêtes à devenir enseignantes.
Entraînées par les besoins religieux de la société puritaine et par leurs propres besoins économiques, des femmes parmi les colons de la Nouvelle-Angleterre rurale du XVIIe siècle ouvrirent de petites écoles chez elles pour apprendre la lecture et le catéchisme aux enfants. L'apprentissage de la lecture et de la religion était obligatoire selon la Massachussetts School Law de 1642. Cette loi fut ensuite renforcée par la Old Deluder Satan Law en 1647. Selon les croyances puritaines à l'origine de ces lois, Satan essayait d'empêcher les gens de comprendre les saintes écritures, il était donc nécessaire que chaque enfant apprenne à les lire. Si les parents étaient incapables d'apprendre à lire à leurs enfants, les dame schools remplissaient cette obligation. Ces femmes, souvent des femmes au foyer ou des veuves, apprenaient aux enfants à lire, à écrire, des prières et des croyances religieuses basiques, à un tarif modeste. Elles étaient payées en monnaie mais aussi en meubles, en alcool, en nourriture ou par d'autres moyens. Leur matériel scolaire incluait — et se limitait souvent à — un hornbook, un livre de lecture, un psautier et une Bible. Les dame schools enseignaient aux garçons et aux filles, et se concentraient sur les « quatre R » (« four R's ») : reading, (w)riting, (a)rithmetic, religion. En plus de cette éducation élémentaire, les filles apprenaient aussi à coudre, à broder et d'autres « talents d'agrément ». Pour la plupart de ces filles, la dame school était la seule éducation qu'elles recevaient, à cause de la séparation des sexes dans les écoles pendant la période coloniale. Les garçons, si leurs parents en avaient les moyens, pouvaient poursuivre leur instruction après la dame school, en allant à la grammar school où un professeur leur apprenait les mathématiques avancées, l'écriture, le latin et le grec.
Au XVIIIe siècle et au XIXe siècle, certaines dame schools spécialisées offraient aux garçons et filles de familles riches une « éducation polie ». Les propriétaires de ces dame schools d'élite enseignaient « la lecture, l'écriture, l'anglais, le français, la musique et la danse »,. Ces écoles pour les filles de la haute société prirent le nom de female seminaries ou de finishing schools.

## Australie
Dans la première école d'Australie, qui était une dame school créée en 1789, c'est une détenue, Isabella Rossen, qui enseignait les bases aux enfants,. La seconde école connue en Australie fut fondée par une autre détenue, Mary Johnson, à Parramatta en 1791. Les deux femmes étaient sous la surveillance du révérend Richard Johnson.